# Susan Pedersen
Susan „Sue“ Jane Pedersen (Sacramento, Kalifornija, 16. listopada 1953.) je bivša američka plivačica.
Dvostruka je olimpijska pobjednica u plivanju, a 1995. godine primljena je u Kuću slavnih vodenih sportova.